# Christopher Marinucci
Christopher Jon Marinucci, dit Chris Marinucci (né le 29 décembre 1971 à Grand Rapids dans l'État du Minnesota aux États-Unis) est un joueur professionnel américain de hockey sur glace.

## Carrière
Alors qu'il quitte le High School en 1990 pour rejoindre les rangs de l'Université de Duluth, Marinucci se voit être réclamé lors du repêchage d'entrée de la LNH par les Islanders de New York qui font de lui leur choix de deuxième tour. Il joue néanmoins quatre saisons avec le club de Duluth, étant nommé dans la première équipe d'étoiles de la Western Collegiate Hockey Association lors de sa dernière saison avec eux en 1993-94, il remporte également le Trophée Hobey Baker remis au meilleur joueur de niveau universitaire dans la NCAA.
Il fait ses débuts au niveau professionnel en 1994 jouant 12 rencontres avec les Islanders. Il termine cette même saison avec le club affilié aux Islanders dans la Ligue internationale de hockey, les Grizzlies de Denver, avec qui il remporte la Coupe Turner remis au champion des séries éliminatoires dans la LIH.
Incommodé par une blessure, il ne prend part qu'à huit rencontres avec les Grizzlies la saison suivante, ce qui pousse les Islanders à l'échanger en novembre 1996 aux Kings de Los Angeles. Le centre ne joue qu'une rencontre avec sa nouvelle formation, évoluant le reste de la saison en LIH avec les Roadrunners de Phoenix. Au printemps 1997, il représente les États-Unis lors du Championnat du monde.
Après trois saisons avec les Wolves de Chicago de la LIH, Marinucci rejoint le Kokudo Keikado Tokyo du Japon en 2000. Il ne passe qu'une saison avec ces derniers avant de se joindre au Eisbaren Berlin de la DEL. Ayant commencé la saison 2002-03 avec les IF Björklöven de la Eliserien, il retourne en Amérique du Nord et se joint au Steelheads de l'Idaho qui évolue alors dans la West Coast Hockey League.
Au terme de la saison 2003-2004, Chris Marinucci annonce son retrait de la compétition.

## Statistiques
| Saison     | Équipe                       | Ligue      |    | Saison régulière | Saison régulière | Saison régulière | Saison régulière | Saison régulière |   | Séries éliminatoires | Séries éliminatoires | Séries éliminatoires | Séries éliminatoires | Séries éliminatoires |
| Saison     | Équipe                       | Ligue      | PJ | B                | A                | Pts              | Pun              | PJ               | B | A                    | Pts                  | Pun                  |                      |                      |
| 1990-1991  | Bulldogs de Minnesota-Duluth | WCHA       | 36 | 6                | 10               | 16               | 20               | -                | - | -                    | -                    | -                    |                      |                      |
| 1991-1992  | Bulldogs de Minnesota-Duluth | WCHA       | 37 | 6                | 13               | 19               | 41               | -                | - | -                    | -                    | -                    |                      |                      |
| 1992-1993  | Bulldogs de Minnesota-Duluth | WCHA       | 40 | 35               | 42               | 77               | 52               | -                | - | -                    | -                    | -                    |                      |                      |
| 1993-1994  | Bulldogs de Minnesota-Duluth | WCHA       | 38 | 30               | 31               | 61               | 65               | -                | - | -                    | -                    | -                    |                      |                      |
| 1994-1995  | Grizzlies de Denver          | LIH        | 74 | 29               | 40               | 69               | 42               | 14               | 3 | 4                    | 7                    | 12                   |                      |                      |
| 1994-1995  | Islanders de New York        | LNH        | 12 | 1                | 4                | 5                | 2                | -                | - | -                    | -                    | -                    |                      |                      |
| 1995-1996  | Grizzlies de l'Utah          | LIH        | 8  | 3                | 5                | 8                | 8                | -                | - | -                    | -                    | -                    |                      |                      |
| 1996-1997  | Grizzlies de l'Utah          | LIH        | 21 | 3                | 13               | 16               | 6                | -                | - | -                    | -                    | -                    |                      |                      |
| 1996-1997  | Roadrunners de Phoenix       | LIH        | 62 | 23               | 29               | 52               | 26               | -                | - | -                    | -                    | -                    |                      |                      |
| 1996-1997  | Kings de Los Angeles         | LNH        | 1  | 0                | 0                | 0                | 0                | -                | - | -                    | -                    | -                    |                      |                      |
| 1997-1998  | Wolves de Chicago            | LIH        | 78 | 27               | 48               | 75               | 35               | 22               | 7 | 6                    | 13                   | 12                   |                      |                      |
| 1998-1999  | Wolves de Chicago            | LIH        | 82 | 41               | 40               | 81               | 24               | 10               | 3 | 5                    | 8                    | 10                   |                      |                      |
| 1999-2000  | Wolves de Chicago            | LIH        | 80 | 31               | 33               | 64               | 18               | 16               | 5 | 4                    | 9                    | 10                   |                      |                      |
| 2000-2001  | Kokudo Keikado Tokyo         | Japon      | 40 | 29               | 30               | 59               | --               | 6                | 5 | 7                    | 12                   | 2                    |                      |                      |
| 2001-2002  | Eisbären Berlin              | DEL        | 53 | 10               | 26               | 36               | 24               | 4                | 0 | 0                    | 0                    | 6                    |                      |                      |
| 2002-2003  | IF Björklöven                | Elitserien | 1  | 6                | 7                | 13               | 6                | -                | - | -                    | -                    | -                    |                      |                      |
| 2002-2003  | Steelheads de l'Idaho        | WCHL       | 26 | 12               | 20               | 32               | 2                | -                | - | -                    | -                    | -                    |                      |                      |
| 2003-2004  | Steelheads de l'Idaho        | ECHL       | 13 | 5                | 8                | 13               | 4                | -                | - | -                    | -                    | -                    |                      |                      |
| 2003-2004  | Storhamar Dragons            | GET ligaen | 17 | 4                | 5                | 9                | 26               | -                | - | -                    | -                    | -                    |                      |                      |
| Totaux LNH | Totaux LNH                   | Totaux LNH | 13 | 1                | 4                | 5                | 2                | -                | - | -                    | -                    | -                    |                      |                      |

| Année | Équipe     | Compétition          |   | PJ | B | A | Pts | Pun      |  | Résultat |
| 1997  | États-Unis | Championnat du monde | 8 | 1  | 0 | 1 | 2   | 6e place |  |          |

## Honneur et trophée
- Western Collegiate Hockey Association
  - Nommé dans la première équipe d'étoiles en 1994.
  - Nommé dans la deuxième équipe d'étoiles en 1993.
  - Nommé le joueur de l'année dans la ligue en 1994.
- National Collegiate Athletic Association
  - Nommé dans la première équipe d'étoiles de l'ouest des États-Unis en 1994.
  - Vainqueur du Trophée Hobey Baker remis au meilleur joueur de niveau universitaire en 1994.
- Ligue internationale de hockey
  - Vainqueur du trophée Ken-McKenzie remis à la meilleure recrue de la ligue né aux États-Unis en 1995.
  - Nommé dans la deuxième équipe d'étoiles en 1999.
  - Vainqueur de trois Coupe Turner; une avec Denver en 1995, et deux avec Chicago, en 1998 et 2000.

## Transaction en carrière
- 1990 ; repêché par les Islanders de New York (2e choix de l'équipe, 90e au total).
- 19 novembre 1996 ; échangé par les Islandersaux Kings de Los Angeles en retour de Nick Vachon.
- été 2000 ; Signe en tant qu'agent libre avec le Kokudo Keikado Toyko du Japon.
- 2 juin 2001 ; Signe en tant qu'agent libre avec le Eisbaren Berlin de la DEL.
- été 2004 ; annonce son retrait de la compétition.